# Jeudi sanglant (People's Park)
Pour les articles homonymes, voir Jeudi sanglant.

Carte de la zone sud de Berkeley. La zone verte correspond au People's Park.

Le Jeudi sanglant est une émeute entre manifestants et police, survenue le 15 mai 1969 dans le People's Park à Berkeley, dans l'État de Californie aux États-Unis.
Ouvert le 20 avril, le People's Park, ou parc du peuple, fut utilisé tout à la fois par les étudiants de l'université et les habitants du voisinage, à la satisfaction des commerçants de Telegraph Avenue qui apprécièrent les efforts de la communauté pour améliorer le voisinage.
Les objections à l'expropriation de l'université restèrent mesurées, même parmi ses administrateurs.
Cependant, le gouverneur Ronald Reagan s'est montré publiquement critique à l'égard des administrateurs de l'université qui avaient toléré les manifestations étudiantes sur le campus de Berkeley. Pendant sa campagne électorale de 1966 pour la place de gouverneur de l'état de Californie, il avait reçu un fort support populaire pour combattre ce que le public percevait comme une attitude globalement laxiste des universités californiennes. Reagan désigna le campus de Berkeley comme « un paradis pour les sympathisants communistes, les protestataires et les déviants sexuels. »
Reagan considéra la création du Parc du Peuple comme une provocation gauchiste contre le droit de propriété de l'université et il saisit l'occasion de tenir sa promesse de campagne.
Le jeudi 15 mai 1969, à 4 h 30 du matin, le gouverneur Reagan envoya dans le Parc du Peuple la patrouille des autoroutes de Californie et des agents de police de Berkeley, rompant ainsi la promesse du 6 mai du chancelier Haynes de ne rien faire sans prévenir. Les agents évacuèrent la zone autour du parc pendant qu'une grande part des plantations fut détruite et qu'un grillage métallique de 2,4 mètres de haut ferma le parc empêchant quiconque de revenir planter des arbres, du gazon, des fleurs ou des buissons.
L'action fut entreprise à la demande du chancelier Wallace Johnson. Ce fut l'impulsion qui déclencha la confrontation la plus violente dans toute l'histoire de l'université.

## Contexte
La confrontation de mai 1969 dans le Parc du Peuple a émergé de la contre-culture des années 1960 d'affrontement entre la génération des fleurs et l'Établissement. Berkeley a été le site de la première grande manifestation anti-guerre dans le pays le 30 septembre 1964.
Parmi les manifestations étudiantes de la fin des années 1960, la confrontation du Parc du Peuple est venue après les manifestations de 1968 à l'Université de Columbia et de la Convention Nationale Démocratique, mais avant la fusillade de la Kent State et l'incendie d'une succursale de la Bank of America à Isla Vista. Plus près, elle s'est produite sur les talons du mouvement du 3 avril de l'Université de Stanford, où les étudiants ont protesté contre des recherches à caractère militaire financées par l'Université en occupant Encina Hall.
Contrairement à d'autres manifestations étudiantes de la fin des années 1960, dont la plupart ont été au moins en partie en opposition à l'engagement américain dans la Guerre du Vietnam, les premières manifestations au Parc du Peuple ont été d'abord une réponse à un désaccord au sujet de l'utilisation des terres.

## Déroulement

### De la manifestation à l'émeute
À midi le 15 mai, environ 3 000 personnes se rassemblèrent place Sproul à proximité de l'université de Berkeley pour un meeting originellement programmé sur le conflit Arabo-palestinien. Plusieurs orateurs s'exprimèrent, puis Michael Lerner céda la plateforme de libre expression à Dan Siegel président de l'association des étudiants de l'université de Californie (ASUC) parce que les étudiants étaient inquiets de la clôture et de la destruction du parc. Siegel dira plus tard qu'il n'avait jamais eu l'intention de déclencher une émeute, mais quand il lança « prenons le parc ! », la police coupa la sonorisation. La foule répondit spontanément en descendant l'avenue Telegraph vers le Parc du Peuple en chantant « Nous voulons le parc ! ».
En début d'après-midi les manifestants se heurtèrent aux 159 policiers de l'université et de Berkeley chargés de garder le site clôturé. Ces manifestants ouvrirent une borne à incendie, quelques centaines d'entre eux tentèrent de mettre à bas la clôture en lançant sur les agents des bouteilles, des pierres et des briques ; les agents répliquèrent par des jets de grenades lacrymogènes. Il s'ensuivit une forte confrontation entre la police et la foule dont le nombre crût à 4 000. La police ne réussit pas à disperser les manifestants et demanda des renforts aux villes voisines. Au moins une voiture fut mise à feu.
Un important groupe de protestataires se trouva confronté à un petit groupe de shérifs adjoints qui s'enfuirent. La foule des manifestants poussa un cri de joie et se lança brièvement à leurs trousses jusqu'à ce que les shériffs adjoints se réfugient chez un vendeur de voitures d'occasion. La foule s'en retourna alors et couru jusqu'à une voiture de patrouille qu'elle retourna et mit à feu.

### Usage de fusils de chasse
Le chef de cabinet de Reagan, Edwin Meese III, ancien procureur du comté d'Alameda, s'était fait une réputation d'opposition ferme aux protestataires contre la guerre du Vietnam au conseil de révision d'Oakland et ailleurs. Meese assuma la réponse du gouvernement à la manifestation pour le parc et il fit appel aux shériffs adjoint du comté d'Alameda portant la présence policière à 791 agents de diverses juridictions.
Sous la direction de Meese, la police fut autorisée à utiliser la méthode qui lui paraîtrait la mieux adaptée contre la foule qui avait gonflé à environ 6 000 personnes. Le agents en tenue de maintien de l'ordre complète (casque, bouclier, masque à gaz), leur badge obscurci pour éviter l'identification, s'avancèrent vers la foule en balançant leur matraque.
Alors que les manifestants battaient en retraite, les adjoints du shérif du comté d'Alameda les ont poursuivis sur plusieurs pâtés de maisons le long de Telegraph Avenue jusqu'au Willard Junior High School à Derby Street, tirant des grenades lacrymogènes et des chevrotines "00" dans le dos de la foule qui s'enfuyait.
Les autorités affirmèrent initialement que seules des cartouches de petits plombs avaient été utilisées comme munition. Quand les chirurgiens exhibèrent des plombs de calibre "00" extraits des blessures prouvant l'utilisation de plombs de gros calibre, le shériff Frank Madigan du comté d'Alameda justifia leur usage en déclarant : « Le choix était le suivant : soit utiliser du gros calibre pour pallier le manque d'effectif ou faire retraite et abandonner la ville de Berkeley à la foule. » Le shérif Madigan admit cependant que quelques-uns de ses adjoints (avec parmi eux de nombreux anciens combattants du Viêt Nam) avaient été trop agressifs dans leur poursuite des manifestants comme s'il s'était agi de Viet Cong.",

### État d'urgence
Cet après-midi là, le gouverneur Reagan déclara l'état d'urgence à Berkeley et envoya 2 700 gardes nationaux. Symboliquement, le conseil municipal de la ville vota contre la décision à 8 contre 1. Pendant deux semaines, les Gardes Nationaux patrouillèrent dans les rues de Berkeley en brisant quelques petites manifestations à coup de gaz lacrymogène. Le gouverneur Reagan resta inébranlable et impénitent : « une fois que les chiens de guerre sont lâchés, on doit s'attendre à des incidents et à ce que des erreurs soient commises de part et d'autre. »
Au cours de l'incident du Parc du Peuple, des troupes de la Garde Nationale étaient stationnées en face des terrains vagues de Berkeley, pour empêcher les manifestants de planter des fleurs, des arbustes et des arbres. De jeunes femmes hippie provoquèrent et aguichèrent les troupes et à une occasion leur proposèrent des brownies à la marijuana et de la limonade dopée au LSD. Certains manifestants, le visage masqué par des foulards, ont défié la police et la Garde Nationale. Des centaines d'entre eux ont été arrêtés, et les habitants de Berkeley qui osaient sortir pendant le couvre-feu risquaient le harcèlement et les coups de la police.
Des policiers de la ville de Berkeley qui stationnaient à plusieurs pâtés de maisons de l'Annexe du parc, furent découverts en train de retirer leurs badges et d'enfiler de grotesques masques du type de ceux portés pour Halloween (y compris des têtes de cochon) pour s'attaquer aux citoyens trouvés dans l'annexe du parc.

## Lendemain du «Jeudi sanglant»
Le mercredi 21 mai 1969, à midi une cérémonie commémorative fut organisée à la mémoire de l'étudiant James Rector sur la place Sproul du campus de l'université, une assistance de plusieurs milliers de personnes y participa.
Le jeudi 22 mai 1969, environ 250 manifestants furent arrêtés et accusés d'attroupement illégal ; leur caution a été fixée à 800 $ (5 185 $ en dollars de 2014).
Pour montrer leur solidarité avec les étudiants, 177 enseignants de l'université déclarèrent qu'« ils n'étaient pas disposés à enseigner tant que la paix ne serait pas rétablie par la suppression de la police et des troupes. » Le 23 mai, le conseil de l'université de Berkeley a approuvé, par 642 voix contre 95, une proposition du Collège de Conceptions Environnementales de transformer le parc en pièce maîtresse d'une expérience de conception communautaire.
Dans un référendum universitaire distinct, les étudiants ont voté par 12 719 voix contre 2 175 en faveur du maintien du parc, le taux de participation représentant environ la moitié des inscrits du corps étudiant.

## Nombre de victimes
« L'usage inconsidéré de fusils fut pure folie » déclara le docteur Harry Brean, chef du service de radiologie de l'hôpital Herrick de Berkeley.
Les shérifs adjoint du comté d'Alameda, firent usage de fusils pour tirer sur des personnes assises sur le toit du cinéma Telegraph Repertory. James Rector, un étudiant, fut tué par un tir de la police. Le rapport du médecin légiste du comté d'Alameda note que « la mort est due a des impacts et des hémorragies causées par de multiples blessures par balle et perforation de l'aorte. Les chevrotines ont la même taille que des balles de calibre.38. » Le gouverneur Reagan a concédé que Rector avait probablement été tué par un tir de la police en rétorquant cependant qu' « il serait naïf de croire qu'on puisse envoyer qui que ce soit dans un tel conflit avec une tapette à mouche. » La police de l'université de Californie (UCPD, University of California Police Department) a prétendu que Rector avait lancé des barres d'acier sur la police, mais selon le Timeétait un spectateur mais pas un manifestant.
Carpenter Alan Blanchard was permanently blinded by a load of birdshot directly to his face.
Au moins 128 résidents de Berkeley furent admis à l'hôpital pour, traumatisme cranien, blessure par balle et autres blessures causées par la police. Le nombre réel de blssés graves est probablement plus élevé car beaucoup de blessés ne se sont pas adressés aux hôpitaux locaux par crainte d'une arrestation. Des étudiants en médecine et des internes locaux se sont organisés en équipes de premiers soins pour aider les manifestants et les spectateurs blessés, par balle, par matraquage et par gaz lacrymogène. Un hôpital local rapporta la blessure par balle de gros calibre de deux étudiants.
Au moment des tirs les dépêches de presse indiquèrent 50 blessées, dont cinq policiers. Les registres de certains hôpitaux locaux indiquèrent que 19 agents de police ou des shérifs adjoints du Comté d'Alameda furent traités pour des blessures mineures; aucun n'a été hospitalisé. Pourtant, l'UCPD prétendit que 111 policiers ont été blessés, dont un agent de la patrouille des autoroutes de Californie Albert Bradley, poignardé dans la poitrine.

## Conséquences

### Réponse institutionnelle aux manifestations
L'application de la loi s'est faite à l'aide d'une nouvelle forme de contrôle de la foule, à l'aide de gaz poivre. Les bureaux de rédaction du Berkeley Tribu ont été pulvérisés avec du gaz poivre et des grenades lacrymogènes furent tirées dans les bureaux, blessant du personnel de la presse underground.
Le 20 mai 1969, des hélicoptères de la Garde Nationale ont survolé le campus de Berkeley en aspergeant du gaz lacrymogène que les vents dispersèrent sur l'ensemble de la ville, envoyant à l'hôpital des écoliers situés à des kilomètres. Ce fut l'un des plus importants usages de gaz lacrymogène au cours de l'époque des manifestations sur le Vietnam. Le gouverneur Reagan dut admettre que ce fut une « erreur tactique. » Ce gaz n'avait pas encore été banni de la guerre en par la Convention sur les Armes Chimiques.
Le Washington Post décrit ainsi l'incident dans un éditorial: « Le gazage aveugle d'un millier de personnes sans aucune violation de la loi semble plus qu'un peu excessif. » La rédaction a également critiqué la législation présentée à la Chambre des Représentants qui souhaitait « couper l'aide fédérale aux universités incapables de contenir les désordres sur leur campus. »
Cette législation, Loi de 1969 Sur la Protection et la Liberté d'Expression dans l'Enseignement Supérieur, (Projet de Loi, HR 11941 du 91e Congrès, sur les désordre dans les campus), a été une réponse aux manifestations et protestations de masse dans les universités et les collèges à travers le pays. Il a été introduit par le sous-comité Spécial sur l'Éducation de la chambre des représentants présidé par la députée Edith Vert (Démocrate-Orégon). Le projet de loi aurait obligé les collèges et les universités à déposer des plans d'action pour combattre les troubles sur les campus auprès du ministre de l'Éducation. Le projet de loi donnait aux institutions le pouvoir de suspendre l'aide fédérale aux étudiants condamnés par un tribunal ou par l'université pour violation du règlement intérieur, dans le cadre d'émeutes étudiantes. Toute école ne déposant pas de tels plans devait perdre son financement fédéral,,.
Le gouverneur Reagan a appuyé la législation fédérale; le 19 mars 1969, il a exhorté le Congrès à « s'inquiéter tout autant de ceux qui commettent de la violence sans recevoir d'aide. » Le 20 mai 1969, le Procureur Général John N. Mitchell a informé le Comité que la législation en vigueur était « adéquate. »

### Manifestation du 30 mai
Le 30 mai 1969, 30 000 citoyens de Berkeley (sur une population de 100 000 habitants) ayant obtenu un permis de la ville ont défilé sans incident au-delà les barricades du Parc du Peuple pour protester contre l'occupation de leur ville par le Gouverneur Reagan, la mort de Jacques Rector, l'aveuglement de Alan Blanchard, et les nombreuses blessures infligées par la police. Des jeunes filles glissèrent des fleurs dans le canon des fusils de la Garde Nationale baïonnette en place, et un petit avion a survolé la ville, traînant une banderole sur laquelle on pouvait lire « Faisons éclore un millier de Parcs. »
Néanmoins, au cours des semaines qui suivirent les troupes de la Garde Nationale dispersèrent les assemblées de plus de quatre personnes qui se rassemblaient pour n'importe quelle raison dans les rues de Berkeley, de jour ou de nuit. Au début de l'été, des troupes déployées dans le centre-ville de Berkeley, encerclèrent plusieurs milliers de manifestants et de passants, vidant les commerces, les restaurants, et les magasins de détail de leurs propriétaires et de leurs clients, puis les arrêtèrent en masse.

### Un an plus tard
Dans un discours devant le Conseil des Producteurs de Californie, le 7 avril 1970, presque un an après le Jeudi sanglant et la mort de Jacques Rector, le Gouverneur Reagan a défendu sa décision d'utiliser la Garde nationale californienne pour réprimer les protestations de Berkeley : « S'il faut un bain de sang, allons-y. Fini l'apaisement. » Les éditorialistes du Berkeley Tribu ont décidé de publier cette citation en gros caractères sur la couverture de leur prochaine édition,,,.